# Will I Ever
Will I Ever è un singolo del gruppo musicale olandese Alice DeeJay, pubblicato il 3 luglio 2000 come terzo estratto dall'unico album in studio Who Needs Guitars Anyway?.

## Descrizione
Il brano è stato scritto e prodotto da Pronti & Kalmani e registrato nei Paesi Bassi.

## Classifiche
| Paese             | Posizione più alta |
| ----------------- | ------------------ |
| Belgio (Vallonia) | 20                 |
| Brasile           | 67                 |
| Francia           | 37                 |
| Germania          | 33                 |
| Irlanda           | 8                  |
| Norvegia          | 16                 |
| Paesi Bassi       | 10                 |
| Regno Unito       | 7                  |
| Repubblica ceca   | 41                 |
| Svezia            | 10                 |
| Svizzera          | 25                 |